# Volkssozialismus
Volkssozialismus neboli národní (-lidový) socialismus je politická ideologie, kterou se v polovině 30. let pokoušel vytvořit sudetský sociální demokrat Wenzel Jaksch. Jedná se o kombinaci sociální demokracie, nemarxistický přístup k socialismu a důraz na německé národní zájmy. Zčásti je národně-lidový socialismus inspirován myšlenkami Otty Strassera, bývalého zastupitele levicové frakce NSDAP, který působil od roku 1933 v Praze jako emigrant.